# Шикачик мануський
Шика́чик мануський (Coracina ingens) — вид горобцеподібних птахів родини личинкоїдових (Campephagidae). Ендемік Папуа Нової Гвінеї. Раніше вважався підвидом чорнолобого шикачика.

## Поширення і екологія
Мануські шикачики мешкають на островах Манус і Лос-Негрос в групі островів Адміралтейства. Вони живуть у вологих рівнинних і гірських тропічних лісах і в мангрових лісах.